# Carlos Cuevas i Sisó
Carlos Cuevas i Sisó   (Montcada i Reixac, 27 de desembre de 1995) és un actor de cinema, teatre i sèries de televisió català, conegut principalment pel seu paper de Biel Delmàs a Ventdelplà i de Pol Rubio a Merlí i a la seqüela Merlí: Sapere aude.

## Infantesa i formació
Va néixer a Montcada i Reixac (Vallès Occidental) el 27 de desembre de 1995. El seu pare, Carlos, és empresari i la seva mare, Loreto, és propietària d'una fleca. Té una germana petita, Anna, directora d'una clínica de logopèdia i psicologia. El 28 de febrer de 1996 el van operar d'una estenosi pilòrica.
Va començar a actuar en el món publicitari quan tenia cinc anys. De petit li agradava el teatre i havia anat a veure obres infantils al teatre de Montcada. Havia participat en classes extraescolars de teatre a la seva escola de Montcada.

## Trajectòria professional

### Inicis (2002–2014)
El 2002, va debutar com a actor a una pel·lícula per TVC, La dona de gel, dirigida per Lídia Zimmerman i protagonitzada per Marc Cartes i Natasha Yarovenko. Del 2004 ençà ha treballat d'actor de doblatge per a campanyes publicitàries de televisió i ràdio. Va iniciar-se en el món de les sèries de televisió el 2003 (quan tenia 7 anys) amb un capítol de Trilita, sèrie de Televisió de Catalunya dirigida per El Tricicle.
Al cap de dos anys (quan tenia 9 anys) i també en una sèrie de TV3, Ventdelplà, va interpretar Biel Delmàs, el fill petit de la protagonista Teresa Clarís (Emma Vilarasau), durant 330 episodis fins a l'any 2010 (quan tenia 14 anys).
El 2009 va fer el seu primer paper al cinema amb Creuant el límit, de Xavi Giménez i produïda per Filmax.
L'any 2011 va pujar als escenaris del Teatre Borràs per protagonitzar, juntament amb Clara Segura i Montse Vellvehí, l'obra teatral Madame Melville, de Richard Nelson, dirigida per Àngel Llàcer. A finals del mateix any va gravar una sèrie pel canal Antena 3, Luna, el misterio de Calenda, que va estrenar-se el 10 d'abril de 2012 i on interpretava Tomás, un nen malaltís.
A finals del 2012 va pujar als escenaris del Teatre Nacional de Catalunya per actuar juntament amb Àngela Jové, Francesc Garrido, Joan Carreras, Mikel Iglesias, Albert Espinosa, Andreu Rifé i Albert Baró a l'obra Els nostres tigres beuen llet, dirigida per Albert Espinosa. Del 8 de maig al 22 de juny del 2013, va estar treballant un altre cop al TNC, juntament amb Emma Vilarasau, Míriam Iscla, Anna Moliner, Pepa López i Joan Carreras, realitzant l'obra Barcelona, dirigida per Pere Riera.
El 2014 va aparèixer al telefim Barcelona, dirigit per Àngel Biescas.

### Salt a la fama (2015–actualitat)
El 2015 va participar en la pel·lícula de comèdia Ara o mai dirigida per Maria Ripoll i protagonitzada per Dani Rovira i María Valverde. Aquell mateix any també es va incorporar al repartiment de la sèrie juvenil de TV3 Merlí, que es va estrenar el 15 de setembre de 2015. Hi interpretava Pol Rubio, un dels alumnes del professor de filosofia d'institut Merlí (Francesc Orella). A la sèrie va compartir pantalla amb David Solans, Elisabet Casanovas, Anna Maria Barbany i Pepa López i hi va actuar durant les tres temporades de la sèrie.
El 2016 va interpretar un jove bloguer a la sèrie de TVE El ministerio del tiempo, i també va tornar al món del teatre de la mà de Marc Chornet amb una interpretació de Romeu i Julieta al TNC, on va interpretar Romeu. Aquell mateix any també va realitzar un petit cameo a la sèrie de TV3 Em dic Manel!. L'octubre de 2016 es va anunciar el seu fitxatge per a la divuitena temporada de la sèrie de TVE Cuéntame cómo pasó, on interpreta Marcos García de Blas, un reporter de televisió que cobreix l'actualitat informativa de l'estiu de 1985 a Benidorm (País Valencià) i que és la parella d'Inés Alcántara. Va presentar les campanades de TV3 de l'any nou 2017 amb Elisabet Casanovas, també actriu de Merlí.
El desembre del 2018 es va fer oficial que seria el protagonista de l'spin-off de Merlí, titulat Merlí: Sapere Aude. El projecte, desenvolupat per Movistar+ i TV3, es va estrenar el 5 de desembre de 2019 a la plataforma de pagament Movistar+ i el setembre de 2020 a TV3. Cuevas hi torna a interpreta Pol Rubio, ara estudiant de filosofia a la universitat on coneix la catedràtica, María (María Pujalte), que li recorda el seu antic professor d'institut Merlí. La sèrie va ser renovada per una segona temporada i el rodatge es va realitzar durant l'estiu de 2020.
El 2019 va protagonitzar la sèrie 45 revoluciones interpretant Roberto Aguirre, un jove aspirant a músic al Madrid dels anys 60, i va interpretar León a la pel·lícula de comèdia espanyola Gente que viene y bah. L'any 2020 va posar veu a Alsan, un personatge de la sèrie d'anime espanyola Memorias de Idhún.
El 2020 va formar part del repartiment de la pel·lícula espanyola El verano que vivimos, dirigida per Carlos Sedes i ambientada a Xerès (Andalusia).
L'estiu de 2020 estava rodant la sèrie de Netflix Alguien tiene que morir, en què comparteix pantalla amb Ester Expósito.
Durant l'estiu de 2020, i amb part del rodatge durant la pandèmia per coronavirus, participa en el rodatge de la sèrie internacional Leonardo, co-produïda per televisió espanyola, que s'estrena a Espanya durant la primavera de 2021. Aquesta és la seva primera participació en una sèrie de parla anglesa.

## Filmografia

### Televisió
Informació actualitzada per un bot. Els canvis manuals es perdran quan s'actualitzi!
| Any       | Títol                        | Direcció | Dades a Wikidata              |
| --------- | ---------------------------- | --- | ----------------------------- |
| 2005–2010 | Ventdelplà                   | | Modifica les dades a Wikidata |
| 2001–2023 | Cuéntame cómo pasó           | Agustí Crespí Óscar Aibar Joaquim Oristrell i Ventura Antonio Cano                                                    | Modifica les dades a Wikidata |
| 2012–2012 | Luna, el misterio de Calenda | Jesús Rodrigo José Ramón Ayerra Díaz Alexandra Graf Antonio Díaz Huerta Fernando González Molina Begoña Álvarez Rojas | Modifica les dades a Wikidata |
| 2016–2016 | El ministerio del tiempo     | Marc Vigil Jorge Dorado Koldo Serra de la Torre Paco Plaza Javier Ruiz Caldera Óskar Santos                           | Modifica les dades a Wikidata |
| 2023–2024 | Cites                        | Pau Freixas Marta Pahissa Patrícia Font Paco Caballero David Selvas i Jansana Carles Torrens Hammudi Al-Rahmoun Font  | Modifica les dades a Wikidata |
| 2015–2018 | Merlí                        | Eduard Cortés | Modifica les dades a Wikidata |
| 2019–2019 | 45 revoluciones              | David Pinillos Gustavo Ron                                                                                            | Modifica les dades a Wikidata |
| 2019–2021 | Merlí: Sapere aude           | Menna Fité | Modifica les dades a Wikidata |
| 2020–2020 | Alguien tiene que morir      | Manuel Caro Serrano                                                                                                   | Modifica les dades a Wikidata |
| 2021–     | Leonardo                     | Daniel Percival Alexis Sweet                                                                                          | Modifica les dades a Wikidata |
| 2022–2022 | Sense límits                 | Simon West | Modifica les dades a Wikidata |
| 2005–2005 | Trilita                      | Joan Gràcia i Oliver Paco Mir Carles Sans i Padrós                                                                    | Modifica les dades a Wikidata |
| 2022–     | Smiley                       | David Martín Porras Marta Pahissa                                                                                     | Modifica les dades a Wikidata |

### Cinema
Informació actualitzada per un bot. Els canvis manuals es perdran quan s'actualitzi!
| Any  | Títol                               | Direcció             | Dades a Wikidata              |
| ---- | ----------------------------------- | -------------------- | ----------------------------- |
| 2003 | La dona de gel                      | Lydia Zimmermann     | Modifica les dades a Wikidata |
| 2010 | Creuant el límit                    | Xavi Giménez         | Modifica les dades a Wikidata |
| 2014 | Barcelona                           | Àngel Biescas        | Modifica les dades a Wikidata |
| 2015 | Ara o mai                           | Maria Ripoll i Julià | Modifica les dades a Wikidata |
| 2015 | De vuelta                           | Gabriel Dorado       | Modifica les dades a Wikidata |
| 2019 | Gent que ve i bah                   | Patrícia Font        | Modifica les dades a Wikidata |
| 2020 | El verano que vivimos               | Carlos Sedes         | Modifica les dades a Wikidata |
| 2021 | Donde caben dos                     | Paco Caballero       | Modifica les dades a Wikidata |
| 2022 | La piel del tambor                  | Sergio Dow           | Modifica les dades a Wikidata |
| 2023 | La ternura                          | Vicente Villanueva   | Modifica les dades a Wikidata |
| 2024 | El 47                               | Marcel Barrena       | Modifica les dades a Wikidata |
| 2024 | L'abadessa                          | Antonio Chavarrías   | Modifica les dades a Wikidata |
| 2024 | ¿Es el enemigo? La película de Gila | Alexis Morante       | Modifica les dades a Wikidata |

### Teatre
| Any  | Títol                         | Paper   | Director        |
| ---- | ----------------------------- | ------- | --------------- |
| 2011 | Madame Melville               | Carl    | Àngel Llàcer    |
| 2012 | Els nostres tigres beuen llet | Rocco   | Albert Espinosa |
| 2013 | Barcelona                     | Tinet   | Pere Riera      |
| 2016 | Romeu i Julieta               | Romeo   | Marc Chornet    |
| 2017 | Galileo                       | Sagredo | Carme Portaceli |

## Vida personal
Ha cursat Estudis Literaris a la Universitat de Barcelona i parla català, castella i anglès.
L'any 2016, mentre vivia a Montcada i Reixac, la seva vila natal, es va declarar a favor del soterrament de les vies de tren que passaven pel centre de la població. L'any següent va votar al refèrendum sobre la independència de Catalunya el 1r d'octubre; en va penjar una fotografia a Instagram, tot i que va eliminar-la posteriorment. És seguidor del Barça i li agraden els esports d'aventura.
Abans del rodatge de Merlí: Sapere Aude va viure una temporada a Madrid.
Protector de la seva intimitat, en una entrevista d'agost de 2022 va explicar que mai no parla ni publica a xarxes sobre la seva vida privada i del que pensa, i evita anar a discoteques i festes majors per evitar que apareguin fans: «El més preuat que tenim és la intimitat. Jo m'encarrego que allò que se sap de mi sigui fins on jo vull. Ningú sap amb qui visc, ningú sap amb qui dormo.» Tot i així, va explicar que vivia a Barcelona, que no li agrada mirar sèries de televisió però sí pel·lícules, llegir i anar al teatre, i que no es plantejava tenir fills. El desembre d'aquell mateix any, en una entrevista amb el també actor Miki Esparbé, la seva parella a la sèrie Smiley, va fer referència a les idees preconcebudes sobre la seva orientació sexual, ja que moltes persones van fer pressuposicions i també es va criticar el fet que una sèrie de temàtica LGTBI fos protagonitzada per dos actors heterosexuals.